# Cmentarz żydowski w Siennie
Cmentarz żydowski w Siennie – został założony w XVIII wieku i znajduje się przy obecnej ulicy Partyzantów. Na nieogrodzonej powierzchni 0,8 ha nie zachowały się żadne nagrobki. W 1982 roku wybudowano na terenie kirkutu pomnik w kształcie bramy cmentarnej.